# Natural Records
Natural Records（ナチュラル・レコード） は、日本の4人組ロックバンド。略称は「ナチュレコ」。

## メンバー
- 宮 武弘（みや たけひろ）ボーカル、ピアノ担当。
- 加藤ケンタ（かとう けんた）ギター担当。
- 千田大介（ちだ だいすけ）ベース担当。
- 越智祐介（おち ゆうすけ）ドラム担当。

## ディスコグラフィー

### フルアルバム
- 「GOING UP」（2011年6月2日発売、HRCD-040）

### ミニアルバム
- 「Philosophy & Groove」（2007年7月4日発売、RDCA-1007）
- 「ゆるりと行こう」（2006年9月6日発売、FABCD-0002）

### シングル
- 「クロスゲーム / オレンジとブルー」（2009年11月20日発売、PHAG-0002）
- 「春揺れ」（2007年5月9日発売、PHAG-0001）

### 宮 武弘ソロアルバム
- 「Life」（2011年12月3日発売）

### 参加作品
- 「MOONROMANTIC 月見ル君想フのウタ」（2012年9月19日発売、B008N92E36）

M-5「しゅわしゅわ –Live version-」収録
- 「COFFEE GROOVE MIXED by Katchin' [LONDON NITE]」（2007年3月7日発売、XQBU-1500）

M-15「帰郷（Katchin' version）」収録